# 현아의 X-19
《현아의 X-19》는 MBC every1에서 방영된 리얼 버라이어티 프로그램이다. 전 포미닛의 멤버이자 솔로 가수인 현아가 출연했다.
'섹시스타' 현아에 대하여 그동안 우리들이 알지 못했던 모습을 담았다. 현아의 청순, 눈물, 매력, 감동 그리고 여름 솔로컴백의 스토리 등을 공개했다.